# 사오
사오(沙烏, ?~?)는 백제의 무령왕 때의 대신이자 대성팔족 중의 하나인 사(沙)씨 출신의 귀족이다..

## 생애
달솔 관등인 그는 523년에 무령왕의 명에 따라 좌평인 인우(因友)와 같이 한수(漢水) 이북지역의 사람들을 동원해 쌍현성(雙峴城)을 개축했다.